# Siloca minuta
Siloca minuta là một loài nhện trong họ Salticidae.
Loài này thuộc chi Siloca. Siloca minuta được Elizabeth Bangs Bryant miêu tả năm 1940.